# Liste der Kulturdenkmäler in Lissendorf
In der Liste der Kulturdenkmäler in Lissendorf sind alle Kulturdenkmäler der rheinland-pfälzischen Ortsgemeinde Lissendorf aufgeführt. Grundlage ist die Denkmalliste des Landes Rheinland-Pfalz (Stand: 17. Juli 2023).

## Einzeldenkmäler
| Bezeichnung                           | Lage                                         | Baujahr                         | Beschreibung | Bild                           |
| ------------------------------------- | -------------------------------------------- | ------------------------------- | --- | ------------------------------ |
| Quereinhaus                           | Am Bungert 20 Lage                           | Ende des 19. Jahrhunderts       | eingeschossiges zehnachsiges Quereinhaus, bezeichnet 18[x]5, Ende des 19. Jahrhunderts | BW                             |
| Stellwerk „Lf“                        | Bahnhofstraße Lage                           | 1912                            | Stellwerk „Lf“ (Lissendorf, Fahrdienstleiter); ältestes noch erhaltenes Hebelstellwerk mit Seilzugtechnik der Eifelstrecke, Bruchsteinmauerwerk mit teilweise auskragender Holzkonstruktion im Obergeschoss, 1912 | Fotos hochladen                |
| Wohnhaus                              | Bahnhofstraße 46 Lage                        |                                 | zweigeschossiger Massivbau | Fotos hochladen                |
| Bildstock                             | Bahnhofstraße, Ecke Wiesentalstraße Lage     | 1613                            | Kreuzigungsbildstock, Rotsandstein, angeblich von 1613 | Fotos hochladen                |
| Wegekapelle                           | Friedhofsweg Lage                            | 1889                            | Putzbau, bezeichnet 1889 | weitere Bilder Fotos hochladen |
| Friedhofskreuz                        | Friedhofsweg, auf dem Friedhof Lage          | 1876                            | Friedhofskreuz, neugotisch, Rotsandstein, bezeichnet 1876 | weitere Bilder Fotos hochladen |
| Wohnhaus                              | Grausweg 5 Lage                              |                                 | zweigeschossiger Putzbau | Fotos hochladen                |
| Quereinhaus                           | Hauptstraße 21 Lage                          | 1829                            | kleines Quereinhaus, bezeichnet 1829 | Fotos hochladen                |
| Katholische Pfarrkirche St. Dionysius | Kirchstraße 10 Lage                          | 1886/87                         | neuromanischer Saalbau, 1886/87; neugotisches Gedenkkreuz, Sandstein, zweite Hälfte des 19. Jahrhunderts | weitere Bilder Fotos hochladen |
| Hofanlage                             | Kirchstraße 23 Lage                          | 1896                            | Winkelhof, eingeschossiges Wohnhaus, 1896; Scheune | Fotos hochladen                |
| Wegekreuz                             | Kirchstraße, Ecke Burgstraße Lage            | 18. Jahrhundert                 | Nischenkreuz, Sandstein, wohl aus dem 18. Jahrhundert | Fotos hochladen                |
| Wohnhaus                              | Rosley 2 Lage                                |                                 | zweigeschossiger Putzbau | Fotos hochladen                |
| Wegekreuz                             | nordwestlich des Ortes auf dem Burgberg Lage | 1872                            | ehemaliges Stationskreuz eines Kreuzwegs, Rotsandstein, bezeichnet 1872 | Fotos hochladen                |
| Wegekreuz                             | südwestlich des Ortes an der L 25 Lage       | 18. oder frühes 19. Jahrhundert | Schaftkreuz, Rotsandstein | weitere Bilder Fotos hochladen |